# Novi Maiakî, Berezivka
Novi Maiakî (în ucraineană Нові Маяки) este un sat în comuna Stari Maiakî din raionul Berezivka, regiunea Odesa, Ucraina.

## Demografie
Componența lingvistică a localității Novi Maiakî
     Ucraineană (86,51%)
     Română (11,9%)
     Alte limbi (0,79%)
Conform recensământului din 2001, majoritatea populației localității Novi Maiakî era vorbitoare de ucraineană (86,51%), existând în minoritate și vorbitori de română (11,9%).